# Vincenzo Iaquinta
Vincenzo Iaquinta er en italiensk tidligere fodboldspiller. Han spillede blandt andet for Udinese og Juventus samt det italienske fodboldlandshold som han vandt VM i fodbold med i 2006.